# Maria Magdalena läser

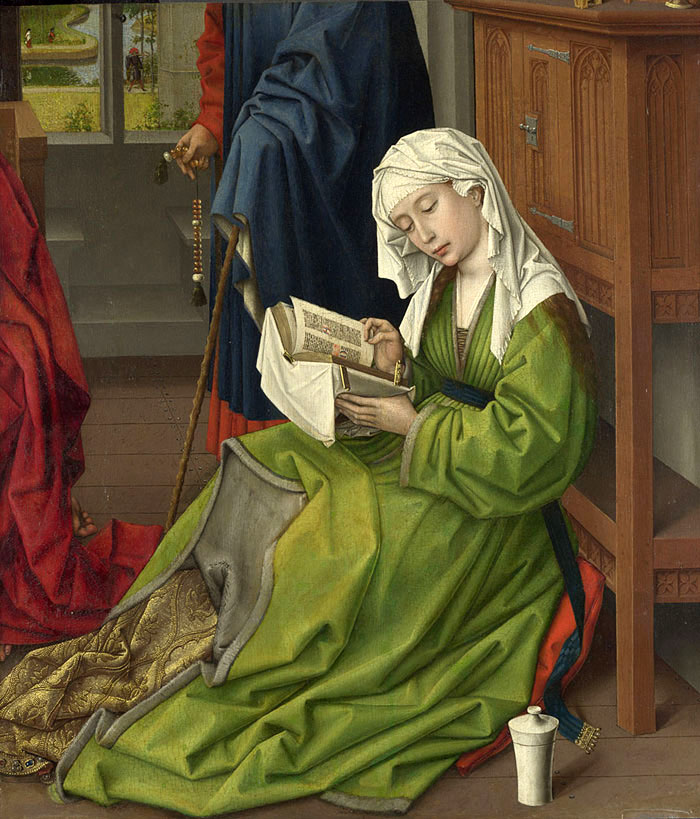
Konstverket Maria Magdalena läser, målat av Rogier van der Weyden

Maria Magdalena läser (engelska: The Magdalen reading) är ett av tre kvarvarande fragment av en stor altartavla som målats i olja på ek av den flamländska konstnären Rogier van der Weyden. Konstverket fullbordades någon gång mellan 1435 och 1438 och har tillhört National Gallery i London sedan 1860. Tavlan visar en kvinna med blek hud, höga kindben och ovala ögonlock, vilket är typiskt för idealiserande porträtt av betydande kvinnor under den perioden. Kvinnan har identifierats som Maria från Magdala på grund av att kruset med salva placerats i förgrunden. Enligt den kristna traditionen använde hon en salva för att rengöra Kristi fötter. 